# Ibrahim Al-Harbi
Ibrahim Matar Al-Harbi (in arabo ابراهيم الحربي‎?; Riad, 10 luglio 1975) è un ex calciatore saudita, di ruolo centrocampista.

## Carriera

### Club
Iniziò la carriera professionistica nell'Al-Nassr di Riad, vincendo per due volte il campionato e partecipando all'annata 1998, che vide il club vincere due trofei a livello internazionale e uno a livello nazionale. Nel 2007, dopo quattordici anni passati all'Al-Nassr, si trasferì all'Ohud di Medina.

### Nazionale
Prese parte a Atlanta 1996, sua prima competizione con la Nazionale, vincendo poi la Coppa d'Asia 1996. Nel 1998 venne convocato dal commissario tecnico Carlos Alberto Parreira per il campionato del mondo 1998; nel 2000 raggiunse la finale in Coppa d'Asia, mentre nel 2002 vinse la sua seconda Coppa araba.

## Palmarès

### Club

#### Competizioni nazionali
- Campionato saudita: 2

Al-Nassr: 1993-1994, 1994-1995
- Coppa di Lega saudita: 1

Al-Nassr: 1997-1998

#### Competizioni internazionali
- Coppa delle Coppe dell'AFC: 1

Al-Nassr: 1998
- Supercoppa d'Asia: 1

Al-Nassr: 1998
- Coppa dei Campioni del Golfo: 2

Al-Nassr: 1996, 1997

### Nazionale
- Coppa d'Asia: 1

1996
- Coppa araba FIFA: 2

1998, 2002
- Coppa delle Nazioni del Golfo: 1

1998